# Gavarnie
Gavarnie is een plaats en voormalige gemeente in het Franse departement Hautes-Pyrénées in de regio Occitanie en telt 154 inwoners (2004). De plaats maakt deel uit van het arrondissement Argelès-Gazost.

## Geschiedenis
De gemeente maakte deel uit van het kanton Luz-Saint-Sauveur tot dit op 22 maart 2015 opging in het op die dag gevormde kanton La Vallée des Gaves.
Op 1 januari 2016 fuseerde Gavarnie met Gèdre tot de commune nouvelle Gavarnie-Gèdre.

## Geografie
De oppervlakte van Gavarnie bedraagt 88,5 km2, de bevolkingsdichtheid is 1,7 inwoners per km2.
De plaats is mede bekend door de aanwezigheid van een cirque, de Cirque de Gavarnie, dat geklasseerd is als werelderfgoed.
De onderstaande kaart toont de ligging van Gavarnie met de belangrijkste infrastructuur en aangrenzende gemeenten.

## Demografie
Onderstaande figuur toont het verloop van het inwonertal (bron: INSEE-tellingen).